# Otto Benner
Otto Benner (* 28. April 1929 in Furth im Wald; † 29. November 2011 in Bamberg) war ein deutscher Politiker (SPD).

## Leben
Benner, geboren 1929 in Furth im Wald, war von Beruf Industriekaufmann und erreichte in seinem Betrieb die Funktion eines Versandleiters und stellvertretenden Betriebsratsvorsitzenden. Er gehörte dem Gemeinderat und dem Kreistag an, war Vorsitzender der SPD-Kreistagsfraktion und Kreisvorsitzender der SPD im Landkreis Neustadt an der Waldnaab sowie Bezirksvorsitzender des Bayerischen Siedlerbunds Oberpfalz/Niederbayern und stellvertretender Landesvorsitzender. Von 1978 bis 1990 war er Mitglied des Bayerischen Landtags.

## Auszeichnungen
- 1990: Bayerischer Verdienstorden
- 1999: Bundesverdienstkreuz 1. Klasse